# Falschalarm
Ein Falschalarm oder Fehlalarm ist eine irrtümliche oder missbräuchliche Alarmierung beispielsweise von Feuerwehr, Rettungsdienst oder der Polizei, die zu keinem oder einem unnötigen Einsatz, einem so genannten Falschalarmeinsatz führt.

## Begriffsabgrenzung
In Deutschland wird die Bezeichnung Fehlalarm häufig verwendet, obwohl der nach DIN VDE 0833-1 (Gefahrenmeldeanlagen für Brand, Einbruch und Überfall) vorgesehene Begriff Falschalarm ist. Laut Begriffsbestimmung der DIN VDE 0833-1 ist ein Falschalarm ein Alarm, dem keine Gefahr zugrunde liegt. Die deutsche Fassung der CEN/TS 54-14 definiert ein Falschalarm als ein Brandalarm, der aus anderen Gründen als einem Brand ausgelöst wird. In Österreich wird der Begriff Fehlalarm jedoch in verschiedenen Gesetzestexten, abgeleitet von auf Grund von Fehlern erhaltenen Alarm, verwendet, während der Ausdruck Falschalarm aus rechtlicher Sicht nicht vorkommt.
Zum Teil wird argumentiert, dass das Wort „Fehl“ auf einen technischen Fehler hinweist, wie es bei einem technischen Alarm der Fall ist. Ein böswilliger Alarm oder Täuschungsalarm ist die Folge einer Handlung eines Menschen und nicht auf einem technischen Fehler begründet. Auch daher ist der „übergeordnete“ Begriff „Falschalarm“ berechtigt, da oft vorher nicht bekannt ist, was die Ursache des Alarmes war. Argumentatoren könnten nach Berechnung eines „Fehlalarmes“ zum Schluss kommen, dass es ja gar kein Fehlalarm gewesen sei, weil ja ein Alarm vorlag, der zwar falsch war, jedoch keinen „fehlenden“ Alarm (also „Fehlalarm“) darstellte. Die Begründung dürfte allerdings rechtlich kaum haltbar sein. In Deutschland wird daher empfohlen, den richtigen Rechtsbegriff nach den anerkannten Regeln der Technik, also den Normen, zu verwenden, dies vor allem in Gebührenordnungen der Behörden.

## Klassifizierung in Deutschland
Ein Falschalarm kann folgendermaßen allgemein klassifiziert werden:
- Technischer Alarm, oft auch landläufig als Blinder Alarm bezeichnet: Der Begriff ist in der Normenreihe DIN VDE 0833 zwar nicht definiert, trägt jedoch zur Angabe der Ursache eines Falschalarmes bei. Ursache kann beispielsweise ein defekter Brandmelder oder seine Störung z. B. durch elektromagnetische Felder (EMV) sein.
- Böswilliger Alarm: Auch dieser Begriff ist in der Normenreihe DIN VDE 0833 nicht definiert. Gemeint ist die missbräuchliche Alarmierung oder das Vortäuschen einer Gefahrenlage oder einer Straftat. Der Alarm wurde aufgrund einer absichtlichen Einwirkung ohne tatsächliches Erfordernis ausgelöst, z. B. an einem Druckknopfmelder oder durch Falschauslösung eines Rauchmelders, z. B. mittels Haarspray. Der Missbrauch von Notrufen ist in Deutschland strafbar, (§ 145 StGB), aber auch über die Notruftelefonnummern.
- Täuschungsalarm: Dieser Begriff ist in der DIN VDE 0833-1 definiert als Falschalarm, der durch Vortäuschung einer physikalischen und/oder chemischen Kenngröße eines automatischen Melders entstanden ist. Der Brandmelder bzw. die Alarmanlage wurde somit durch Effekte getäuscht, die einer realen Gefahr ähnlich sind, wie Zigarettenrauch, Schweißen oder Küchendämpfe. Folgende organisatorische und technische Maßnahmen wirken sich positiv auf die Reduzierung der Täuschungsalarm-Anzahl aus:[1]
  - Einrichtung eines Brandschutzbeauftragten
  - Unterweisung und Information
  - Umbauarbeiten unter Einbeziehung von Brandschutz-Spezialisten
  - Umgang mit Fremdfirmen
  - Interventionsschaltung und Interventionsdienst
  - Technischer Zustand der Brandmeldeanlage (Instandhaltung und Revision)
  - Ausnahmen vom Schutzumfang
  - Definition von sogenannten „Non Fire Situations“. In Versuchen werden Situationen erzeugt, die physikalische oder chemische Kenngrößen produzieren aber keinen Brand darstellen (z. B. Schweißen). Moderne Mehrfachsensor-Brandmelder werden dann – mit den aus den Versuchen gewonnenen Daten – parametriert, um zu vermeiden, dass die Brandmelder bei diesen Umgebungsbedingungen einen Brandalarm melden.

Manchmal sind auch Übermittlungsfehler (Unzuständigkeit bezüglich des Einsatzortes oder falsche Annahmen) Grund für einen Falschalarm.
In Deutschland führt die DIN VDE 0833-2 folgende mögliche technische Maßnahmen zur Vermeidung von Falschalarmen in Brandmeldeanlagen auf:
- Zweimeldungsabhängigkeit durch zwei Brandmeldern oder zwei Meldergruppen
- komplexe Bewertung von Brandkenngrößen wie beispielsweise ein Brandkenngrößen-Mustervergleich
- Mehrfachsensor-Brandmelder

Die DIN VDE 0833-2 schlägt als personelle Maßnahme zur Vermeidung von Falschalarmen in Brandmeldeanlagen vor, unter bestimmten Bedingungen die Weiterleitung der Brandmeldungen an die Feuerwehr um max. 3 Minuten zu verzögern, um eine Überprüfung des Alarmzustandes durch eingewiesene Personen zu ermöglichen.

## Brandmelder
Bei der Feuerwehr ist eine häufige Ursache für Falschalarme, dass ein Brandmelder bei Heißarbeiten (beispielsweise Schweißen) nicht abgeschaltet wurde. Im Umkehrfall kommt es aber auch zu echten Bränden ohne Alarm, weil solche Brandmelder nach den Arbeiten nicht rechtzeitig reaktiviert werden.
Auch technische Defekte der Brandmeldeanlagen können einen Falschalarm auslösen.

## Einbruchmelder
Bei Einbruchmeldeanlagen ist eine häufige Ursache für Falschalarme, dass bei der Konzeption und der Umsetzung die sogenannte Zwangsläufigkeit nicht umgesetzt wurde. So kann ein scharfgeschaltetes Objekt beispielsweise betreten werden, ohne die Anlage vorher unscharf zu schalten, wodurch ein Alarm ausgelöst wird.
Es gibt jedoch auch Anlagen, die mit Infraschall- bzw. Luftdruck-, Luftvolumen- oder Raumresonanzfrequenz-Technik, also mit einer Art „Druckmesser“ arbeiten, womit beim Öffnen von z. B. Fenstern oder Türen kurzzeitig entstehende geringe Luftdruckschwankungen erkannt werden und zum Alarm führen sollen.
Oft werden jedoch auch unbrauchbare Techniken zur Alarmerkennung benutzt, wie z. B. die Auswertung von Luftdruckänderungen, Luftvolumenänderungen, Raumresonanzfrequenzänderungen oder (Infraschallwellen). Die Problematik steckt in der Abgrenzung eines echten Auslösekriteriums von einem üblicherweise vorkommenden Umwelteinfluss. Infraschallquellen sind beispielsweise Windkraftanlagen, vorbeifahrende Fahrzeuge, Waschmaschinen, Kühlschrank und Öl- und Gasheizungen. Druckschwankungen (Infraschallwellen) treten jedoch auch z. B. bei Gewitter oder starkem Wind auf. Aufgrund dessen kann es häufig zu Falschalarmen kommen, die auch durch Veränderung der Einstellung der Empfindlichkeit nicht behoben werden können, da sonst die Gefahr besteht, dass ein Einbruch nicht erkannt werden kann. Aus diesem Grund werden solche Anlagen nicht von den einschlägigen Verbänden sowie von der Polizei empfohlen. Zudem entsprechen sie nicht den einschlägigen Normen für Einbruchmeldeanlagen (EMA) nach DIN VDE 0833-3 bzw. Gefahrenwarnanlagen (GWA) nach DIN VDE V 0826-1.
Auch auf die richtige Auswahl der Melder (Sensoren) ist zu achten. So kann es bei einem Vibrations-Sensor auch z. B. durch das Bohren der Handwerker bei Arbeiten am Gebäude einen Alarm auslösen.
Technische Ursachen aufgrund von Defekten kommen eher weniger vor.
Daher empfiehlt die Polizei nur von anerkannten Akkreditierungsstellen zertifizierte Überfall- und Einbruchmeldeanlagen unter Einhaltung der DIN VDE 0833-1 und DIN VDE 0833-3 ab dem Grad 2 und höher einzusetzen. Die Normen fordern, dass Alarme grundsätzlich an eine beauftragte hilfeleistende Stelle (z. B. Notruf- und Serviceleitstelle) weitergeleitet werden. Von dort findet, bevor die Polizei verständigt wird, zunächst eine Alarmverifikation (Alarmvorprüfung) statt, was in der Regel unnötige Alarmeinsätze der Polizei vermeidet und somit Falschalarmgebühren einspart.

## Kostenübernahme
In Deutschland ist ein Falschalarm, der einen Feuerwehr- oder Polizeieinsatz nach sich zieht, in der Regel kostenpflichtig. Personen, die vorwerfbar einen Falschalarm auslösen, sind schadenersatzpflichtig und strafrechtlich verantwortlich (§ 145, § 145d StGB). Hat die alarmierende Person aus bestem Wissen und Gewissen gehandelt und ist kein Vorsatz erkennbar, so übernimmt die Allgemeinheit die Kosten. Insofern besteht kein Grund, die Feuerwehr bei vermuteter, aber nicht gesicherter Gefahr nicht zu alarmieren.
Die Polizei in Hessen stellt bei einem Polizeieinsatz bei Falschalarm 200 € in Rechnung. Als Alarm gilt dabei die Auslösung einer Alarm-, Gefahrenmelde-, Signal-, Warn- oder Notrufanlage, eines Notrufsystems oder einer vergleichbaren Anlage oder eines vergleichbaren Systems einschließlich technischer Störungen oder Unterbrechungen des Übertragungsweges zur Alarmweiterleitung. Falsch ist der Alarm, wenn von der Polizei Anhaltspunkte für eine Straftat oder eine Gefahrenlage nicht festgestellt werden (siehe 5311 der Verwaltungskostenordnung).
Seit Juli 2016 verzichtet die Polizei in NRW bei privaten Hausbesitzern auf eine Gebühr für Falschalarme. „Moderne Sicherheitstechnik ist ein wichtiges Mittel gegen Einbruchskriminalität“, erläuterte Innenminister Ralf Jäger. „Es wäre deshalb kontraproduktiv, Hausbesitzer für Falschalarme (Fehlalarme) weiter zur Kasse zu bitten. Wir wollen die Menschen in NRW ermutigen, sofort die 110 zu wählen, wenn ihnen etwas verdächtig vorkommt.“
Eine Wohnungseigentümergemeinschaft hat die Kosten für einen Feuerwehreinsatz, ausgelöst durch einen Falschalarm eines Brandmelders, zu tragen. Dies ist unabhängig davon, ob der Mieter oder Vermieter den Brandmelder eingebaut hat. Der Vermieter muss für den Schaden aufkommen.
Es ist ein Irrglaube, dass das Vorliegen einer Zertifizierung einer Alarmanlage vor der Erhebung einer Gebühr bei einem Falschalarm schützt.
„Wenn eine technische Schutzeinrichtung nicht ordnungsgemäß funktioniert und damit einen Polizeieinsatz auslöst, müsse der Betreiber damit rechnen, für den Einsatz eine Gebühr zahlen zu müssen, unabhängig davon, ob eine selbst gebaute oder eine professionelle und geprüfte Anlage ausgelöst habe“ sagt Dietmar Schorn vom Kriminalkommissariat Kriminalprävention der Polizei Düren.
Mario Heinemann, Sprecher des Polizeipräsidiums in Brandenburg, stellt fest, dass auch die beste Alarmanlage nicht gegen Fehler gefeit sei. Deshalb würden Gerichte auch immer wieder Einsprüche von Betroffenen ablehnen, die sich gegen entstandene Gebührenbescheide wehren. Oft wird argumentiert, dass ihre Alarmanlage zertifiziert sei oder der Falschalarm nicht eindeutig nachgewiesen werden konnte. „Trotzdem muss [der Betreiber] für den unnötigen Einsatz zahlen. Eigentum verpflichtet“
Die Polizei in Hessen erläutert den Betroffen nach einer Falschalarmeinsatz die Zusammenhänge für die Berechnung u. a. wie folgt:

Falschalarm: Wer zahlt den Polizeieinsatz und warum?

Ein Einbruch stellt für die Betroffenen nicht nur einen materiellen Schaden, sondern vielmehr einen schwerwiegenden Eingriff in die Privatsphäre dar, den es gemeinsam zu verhindern gilt. Die Verhinderung von Einbruchsdiebstählen ist ein wichtiges Anliegen der hessischen Polizei. Die von Ihnen installierte Einbruchmeldeanlage, aber insbesondere auch aufmerksame Nachbarn oder Passanten können helfen, einen Einbruch zu verhindern.

Was ist ein Falschalarm?

Von einem Falschalarm spricht man, wenn der Alarm ausgelöst wird, obwohl keine Anhaltspunkte für eine Gefahr oder Straftat (z. B. Aufbruchspuren) vorliegen. Erhält die Polizei einen Hinweis auf eine ausgelöste Einbruchmeldeanlage - von wem auch immer dieses gemeldet wird - erfolgt in der Regel vor Ort eine Überprüfung in Form einer Objektbegehung, ob ein Falschalarm vorgelegen oder tatsächlich eine Gefahr für Ihr Eigentum bestanden hat.
Ein Polizeieinsatz, der durch einen Falschalarm ausgelöst wurde, bindet Einsatzkräfte, die ansonsten anderweitig im Interesse der Allgemeinheit hätten eingesetzt werden können. Daher sind Einsätze der Polizei aufgrund von Falschalarmen kostenpflichtig. Bestand objektiv eine Gefahr oder gibt es gar Anhaltspunkte für eine Straftat (z. B. Aufbruchspuren) ist der Polizeieinsatz für Sie selbstverständlich immer kostenfrei.

Warum ist ein Falschalarm kostenpflichtig?

Wer eine Einbruchmeldeanlage betreibt, die eine Alarmgabe nach außen hin abgibt (z. B. Signalgeber an der Außenwand), bezweckt die Benachrichtigung der Polizei für jeden Fall des Alarms und nimmt in Kauf, dass die Polizei auch im Falle eines Falschalarms das zu schützende Objekt aufsucht, obwohl kein Einbruchsversuch stattgefunden hat. Gleiches gilt, wenn der Alarm an eine beauftragte Person oder eine beauftragte Stelle (z. B. Wach- und Sicherheitsunternehmen) weitergeleitet wird und der Alarm ohne Überprüfung auf Echtheit an die Polizei gemeldet wird. Im Falle eines Falschalarmes dient der Polizeieinsatz in erster Linie dem Schutz des privaten Eigentums. Dessen Schutz fällt grundsätzlich in den Pflichtenkreis des Eigentümers bzw. Anlagenbetreibers. Aus diesem Grund trägt der Anlagenbetreiber im Falle eines Falschalarmes als Veranlasser des Polizeieinsatzes die Polizeieinsatzkosten und nicht die Allgemeinheit.

Keine Zahlungspflicht des aufmerksamen Nachbarn oder Passanten

Löst Ihre Einbruchmeldeanlage aus und ein aufmerksamer Nachbar oder Passant verständigt die Polizei, dann muss der besorgte Anwohner oder Passant den Polizeieinsatz nicht bezahlen; auch dann nicht, wenn es sich um einen Falschalarm gehandelt hat. Alles andere würde den redlichen Dritten, der um das Eigentum seines Nachbarn besorgt ist, bestrafen und könnte ihn zukünftig von weiteren Notrufen abhalten.

Wie kann man Einsatzkosten der Polizei verhindern?

Die Polizei empfiehlt in Bezug auf Überfall- und Einbruchmeldeanlagen die Einhaltung der DIN VDE 0833-1 und DIN VDE 0833-3 ab dem Grad 2 und höher. Der Grad 1 wird aufgrund unzureichender Technik von der Polizei in Deutschland nicht empfohlen. Nach DIN VDE 0833-3 ist bei Auslösung eines Einbruchalarms grundsätzlich ein Fernalarm an eine beauftragte hilfeleistende Stelle (z. B. Notruf- und Serviceleitstelle) sowie lediglich ein Externalarm über einen akustischen Externsignalgeber innerhalb des Sicherungsbereiches vorgesehen. Durch die Auslösung eines lauten Alarms innerhalb des Gebäudes, werden die Täter zusätzlich psychisch „unter Druck gesetzt“, damit diese aufgrund des Krachs schneller von ihrer Tat ablassen. Akustische Externsignalgeber außerhalb des Sicherungsbereiches (d. h. an der Gebäudeaußenwand) sind nach DIN VDE 0833-3 nur in begründeten Ausnahmefällen, z. B. abgelegenes Objekt, Defizite in der Alarmübertragungssicherheit, zulässig.

Hierdurch wird erreicht, dass aufgrund der Weiterleitung des Alarms an eine hilfeleistende Stelle von dort eine Alarmverifikation (Alarmvorprüfung) stattfindet. Daher ist eine Alarmgabe vor Ort über akustische Externsignalgeber außerhalb des Sicherungsbereiches und somit an die anonyme Öffentlichkeit (z. B. Nachbar) nicht mehr erforderlich, denn von dort würde sicherlich die Polizei informiert, was dann ggf. Falschalarmgebühren verursacht.

## Testmeldungen
Eine weitere Alarmart ohne echten Alarmfall sind Testmeldungen, die vorher bei der Notruf- und/oder Serviceleitstelle, bei der die Alarmanlage angeschlossen bzw. aufgeschaltet ist, angezeigt werden müssen. Sinnvollerweise spricht man nicht von einem Testalarm, da hier kein gefahrenabwehrendes Potential zu Grunde liegt, sondern nur eine Testmeldung, die meist im Rahmen einer Inspektion bzw. einer Wartung durchgeführt werden muss.
Ebenso werden mit der Notruf- und/oder Serviceleitstelle automatisierte Testmeldungen vereinbart (Testrufe/Routinemeldungen). Diese erfolgen in der Regel mindestens einmal täglich und dienen dazu, die genutzten Übertragungswege vom Wählgerät bis zur Alarmempfangsstelle zu testen und sicherzustellen, dass mögliche Alarme übermittelt werden können.

## Folgen
Falschalarme bergen auch die Gefahr einer Gewöhnung der alarmierten Personengruppen. Dadurch werden evtl. auch berechtigte Alarme nicht mehr ernst genommen. Ein Beispiel dafür dürften die Alarmanlagen von Fahrzeugen sein, die zumindest in urbaner Umgebung von den allermeisten Menschen ignoriert werden und zumeist nur als lästig empfunden werden, da eine Funktionsstörung oder andere Ursachen, die nicht zwangsläufig mit einem Verbrechen zu tun haben, vermutet werden.
Zudem können bei jeder Alarmfahrt auch Gefährdungen auftreten, daher wird in der Anlage 8 der polizeilichen ÜEA-Richtlinie angemerkt: Bedenken Sie dabei stets, dass die Einsatzkräfte der Polizei bei Alarmauslösungen bemüht sind, unverzüglich zum Objekt zu gelangen und dabei oftmals unter Inanspruchnahme von Sonderrechten und der Gefährdung ihres Lebens und evtl. das unbeteiligter Dritter handeln müssen.

## Signalentdeckungstheorie
Falschalarm ist auch ein Fachbegriff der Signalentdeckungstheorie und kann zum Beispiel bedeuten, dass ein Arzt auf einem Röntgenbild einen Tumor zu sehen glaubt, der gar nicht da ist. Ebenso kann ein HIV- oder Schwangerschaftstest falsch positiv sein.

## Häufigkeit
Die genaue Anzahl der Falschalarme in Deutschland ist unbekannt. Nach Angaben der Polizei Hessen müssen die Beamten jedes Jahr bundesweit ca. 500.000-mal aufgrund von Falschalarmen, verursacht durch Überfall- und Einbruchmeldeanlagen, ausrücken.
In Viersen sind weit mehr als 90 % der signalisierten Einbruchmeldungen Falschalarme.
Auch die Alarmmeldungen von Brandmeldeanlagen sind häufig Falschalarme. Beispiel: Im Landkreis München lag die Häufigkeit 1996 bei 97 % und 2007 bei 91 %.
Eine Falschalarmrate von 100 % besagt, dass mindestens ein Falschalarm aber kein einziger echter Alarm vorlag. Die Anzahl der Falschalarme kann bei dieser Angabe also beliebig hoch sein. Daher wird im polizeilichen Bereich nun die Anzahl der Falschalarme pro Anlage pro Jahr angegeben. Im Bereich der Überfall- und Einbruchmeldeanlagen (ÜMA/EMA) zeigen polizeiliche Studien, dass in Deutschland noch relativ geringe Falschalarmraten von ca. 1,2 Falschalarme pro Anlage pro Jahr zu verzeichnen sind. Dies ist insbesondere auf die in Deutschland definierte Zwangsläufigkeit zurückzuführen. Diese verhindert nach Polizeierfahrungen wirkungsvoll die Entstehung von Falschalarmen, weshalb dies eine der wesentlichsten Forderungen in polizeilichen Regelwerken, wie die ÜEA-Richtlinie, bzw. in Richtlinien der VdS Schadenverhütung darstellt. Bei Überfall-/Einbruchmeldeanlagen bzw. Anlagen für Notfälle/Gefahren mit Anschluss an die Polizei, die höherwertige Anforderungen erfüllen müssen, liegt die Falschalarmrate sogar nur bei ca. 0,8 Falschalarme pro Anlage pro Jahr.